# Маргарита Либераки
Маргарита Либераки (грч. Μαργαρίτα Λυμπεράκη, 1919 − 24. мај 2001) била је грчки прозни писац и драматург.

## Биографија
Рођена је у Атини и студирала је на Πравном факултету Атинског универзитета. Од 1945. године је  одлазила да живи у Паризу на дуже временске периоде. Написала је прозна и позоришна дела на грчком и на француском језику. Њен роман „Сламнати шешири” (1946) адаптиран је за телевизију. Њена дела су и: „Дрвеће” (1945), „Жена Кандавлиса” (1955), „Други Александар” (1970), „Мистерија” (1976) и друга.
Написала је сценарио за први филм Никоса Кундуроса „Магични град” 1954. године, уз музику Маноса Хаџидакиса, филм који је био прекретница у грчкој кинематографији. Године 1962. написала је сценарио за филм „Федра”, заснован на Еурипидовој трагедији „Хиполит”, који говори о недозвољеној страсној љубави Федре, Тезејеве жене, према његовом сину Хиполиту, у режији Жила Дасена, уз музику Микиса Теодоракиса, и са Мелином Меркури и Ентонијем Перкинсом у главним улогама.
Преминула је 2001. године у Атини. Њена ћерка је била прозни писац Маргарита Карапану. 